# Dictyonia obscura
Dictyonia obscura är en insektsart som beskrevs av Philip Reese Uhler 1889. Dictyonia obscura ingår i släktet Dictyonia och familjen sköldstritar. Inga underarter finns listade i Catalogue of Life.